# Кавли, Фред
Фред Кавли (англ. Fred Kavli; 20 августа 1927 — 21 ноября 2013) — американский мультимиллионер и меценат норвежского происхождения.
Основатель и председатель Kavli Foundation (United States).
Во время Второй мировой войны вместе с братом поставлял древесину и топливные деревянные брикеты. Получил образование в Норвежском технологическом университете по специальности «Прикладная физика». В 1956 году уехал в Америку. В 1958 году основал корпорацию Kavlico, которая занималась разработкой и производством датчиков для авиации, космических кораблей и автомобильных двигателей. Фред Кавли продал свою корпорацию в 2000 году за 340 миллионов долларов.
В 2001 году Кавли пожертвовал Институту теоретической физики Калифорнийского университета в Санта-Барбаре (UCSB) 7,5 миллионов долларов. В 2003 году этот институт был назван его именем. Его имя также носит Физико-математический институт в Касиве (Япония).
В 2007 году Кавли учредил научную премию за выдающиеся достижения в астрофизике, нанотехнологиях и неврологии (премия Кавли).
Отмечен премией Боуэра (2011) и Citation for Leadership and Achievement от Council for Scientific Society Presidents (2012).
Командор со звездой ордена Заслуг (Норвегия).